# Hermanos Messina
Los Hermanos Messina fueron cinco hermanos que lideraron una organización criminal en Londres desde la década de 1930 hasta la década de 1950.

## Primeros años
El padre de los cinco hermanos ítalo-malteses Messina fue Giuseppe Messina (posiblemente nacido como Giuseppe Calabrese) de Linguaglossa en Sicilia. A finales de 1890 llegó a Malta y trabajó en un burdel en la famosa calle Estrecha (Stretta Triq Strada) en La Valeta. Se casó con una mujer maltesa de Żejtun llamada Virginia Debono y tuvieron dos hijos Salvatore (nacido el 20 de agosto de 1898, en Hamrun) y Alfredo (nacido el 6 de febrero de 1901, en Hamrun). Luego se mudó a Alejandría en Egipto en 1905 donde había una próspera comunidad maltesa y construyeron una cadena de burdeles. Los otros tres hijos menores Eugenio (nacido en 1908, en Alejandría), Attillo (nacido en 1910,  en Alejandría) y Carmelo (nacido en 1915, en Alejandría) nacieron en Egipto. Los cinco hermanos se unieron a su padre en la gestión de prostíbulos y prostitución. En 1932, las autoridades egipcias expulsaron a Giuseppe y sus hijos. La familia regresó a Malta porque Giuseppe tenía la ciudadanía maltesa. En 1934 Eugenio, el tercer hijo de Giuseppe, se mudó a Londres con su esposa la prostituta francesa Colette. Ella ayudó a establecer el comercio sexual en Londres. Los otros hermanos Messina siguieron a Eugenio y se establecieron en Soho, Londres.

## Gánsteres
A su llegada al Reino Unido, los hermanos Messina adoptaron nombres en inglés. Eugenio se convirtió en Edward Marshal, Carmelo en Charles Maitland, Alfredo en Alfred Martin, Salvatore en Arthur Evans y Atillio en Raymond Maynard. Se compraron propiedades en todo el West End y se establecieron negocios. Rápidamente se involucraron en el antiguo oficio de su padre y, durante los años posteriores a la Segunda Guerra Mundial, importaron mujeres de Bélgica, Francia y España. Con una operación de prostitución estable y altamente rentable y una protección adecuada de los miembros de la Policía Metropolitana, los Messina camparon sin control en la ciudad. A fines de la década de 1940, operaban treinta casas de prostitución en Queen Street, Bond Street y Stafford Street. Las mujeres entregaban el 80 por ciento de sus ganancias a los hermanos. En la década de 1950, la policía estimó que al menos 200 de las prostitutas más caras de Londres eran chicas Messina. El enjuiciamiento resultó difícil ya que muchas de las mujeres que trabajaban para ellos tenían pasaportes válidos, lo que dificultó la deportación de las mujeres o los hermanos. Más tarde, comenzaron a reclutar chicas inglesas locales mediante la técnica ancestral de hacer pasar un buen rato a chicas guapas y posiblemente promesas de matrimonio, seguido de ser inducidas a la prostitución. Según los informes, Attilio Messina declaró a la prensa: "Los Messina somos más poderosos que el Gobierno británico. Hacemos lo que queremos en Inglaterra".

## Caída
A finales de la década de 1940, Duncan Webb, un reportero policial en el periódico sensacionalista The People, comenzó a escribir artículos alegando que se filtraba información de Scotland Yard a Alfred Messina y el 3 de septiembre de 1950 el periódico publicó un artículo de primera plana, "Arrestar a estos cuatro hombres", de Webb, que describe la prostitución en el West End, incluidas entrevistas con más de 100 prostitutas, y revela nombres, fechas, fotografías y otra información crucial para cualquier investigación policial.  
Las actividades de los Messina pronto llamaron la atención de Scotland Yard, que formó una fuerza especial de investigación bajo el Superintendente Guy Mahon para participar en una campaña agresiva contra ellos. A principios de la década de 1950, los Messina se vieron obligados a huir del país. Eugenio, Carmelo, Salvatore y Attilio abandonaron Inglaterra el 19 de marzo de 1951. Alfredo Messina fue arrestado y acusado de vivir de las ganancias inmorales de su novia, Hermione Hinden, y de intentar sobornar al superintendente de policía Guy Mahon, quien lo arrestó. Fue enviado a prisión por dos años por cargos de soborno y prostitución. Attilio Messina fue sentenciado a cuatro años de prisión después de ser sorprendido intentando volver a ingresar ilegalmente al país en abril de 1959. Tras su liberación se fue a vivir a Italia.
Eugenio y Carmelo Messina finalmente resurgieron en Bélgica viviendo en un piso de 10 habitaciones en Avenue Louis en Bruselas. El 31 de agosto de 1955, Eugenio y Carmelo fueron arrestados cuando estaban cerrando un trato con dos muchachas belgas. Fueron llevados ante los tribunales el 23 de junio de 1956 por cargos de reclutamiento de mujeres, posesión ilegal de armas de fuego, posesión de pasaportes falsos e ingreso ilegal a Bélgica. Eugenio recibió una sentencia de seis años. Carmelo fue absuelto por falta de pruebas. La condena y el encarcelamiento de Eugenio se debieron en parte al testimonio de detectives de Scotland Yard. Las fuerzas policiales de Italia, Francia, Bélgica y el Reino Unido participaron en las investigaciones y la recopilación de pruebas para el enjuiciamiento de los hermanos. A Carmelo se le prohibió volver a entrar en Inglaterra, pero lo hizo y fue arrestado el 3 de octubre de 1958 por ser un inmigrante ilegal. Fue encontrado sentado en un auto en Knightsbridge. Recibió una condena de seis meses de prisión. Después de completar su sentencia de prisión, fue deportado a Italia. Se fue a vivir a San Remo. Más tarde se casó con Maria Theresa Vervaere el 12 de marzo de 1970 y murió el mismo día. Alfredo Messina murió en Brentford, Reino Unido, en 1963. El hermano restante, Salvatore Messina, se escondió y nunca fue detenido. Los hermanos Messina sentaron las bases para gánsteres, proxenetas y delincuentes malteses en Soho como Amabile Ricca, los hermanos Joseph y Francis Xavier Farrugia, Joseph Spiteri, Phillip Ellul, Victor Spampinato, George Caruana, Emmanuel Attard, Big Frank Mifsud (1976), Victor Micallef (1970), Joseph Mifsud (1970), Emmanuel Bartolo (1970), Jan Aguis (1983), Vincent Calleja (1983) etc. Algunos fueron encarcelados, otros murieron, otros huyeron. Algunos regresaron a Malta, pero siguen manejando prostitutas, aunque de manera más discreta que en los años sesenta, cuando las mujeres tenían que buscar trabajo en las calles en lugar de a través de tarjetas fotográficas en cabinas telefónicas públicas. Algunos todavía pueden estar en el negocio en Soho, pero mantienen un perfil bajo.

## Otras lecturas
- Briggs, John, Angus McInnes y Christopher Harrison. Crimen y castigo en Inglaterra: una historia introductoria. Nueva York: St. Martin's Press, 1996.
- Humphreys, Rob y Judith Bamber. La guía aproximada de Londres . Londres: Rough Guides Ltd, 2003.
- Laite, J. (2011). Common Prostitutes and Ordinary Citizens: Commercial Sex in London, 1885-1960 (en inglés). Springer. ISBN 9780230354210.  Laite, J. (2011). Common Prostitutes and Ordinary Citizens: Commercial Sex in London, 1885-1960 (en inglés). Springer. ISBN 9780230354210.  Laite, J. (2011). Common Prostitutes and Ordinary Citizens: Commercial Sex in London, 1885-1960 (en inglés). Springer. ISBN 9780230354210.
- Morton, James (2012). The Mammoth Book of Gangs (en inglés). Little, Brown Book Group. ISBN 9781780330891.  Morton, James (2012). The Mammoth Book of Gangs (en inglés). Little, Brown Book Group. ISBN 9781780330891.  Morton, James (2012). The Mammoth Book of Gangs (en inglés). Little, Brown Book Group. ISBN 9781780330891.
- Slater, Stefan (March 2007). «Pimps, Police and Filles de Joie: Foreign Prostitution in Interwar London». The London Journal (en inglés) 32 (1): 53-74. ISSN 0305-8034. doi:10.1179/174963207x172911.
- Wilson, Colin. El mayor crimen verdadero del mundo. Barnes & Noble Publishing, 2004.